# غوراي كنعان
غوراي كنعان (بالتركية: Güray Kanan)‏ هو لاعب كرة سلة تركي سابق.